# チャールズ・ハワード (第7代サフォーク伯爵)
第7代サフォーク伯爵および第2代ビンドン伯爵チャールズ・ハワード（英語: Charles Howard, 7th Earl of Suffolk、1693年5月9日 – 1722年2月9日）は、イングランド貴族。1706年から1709年までチェスターフォード卿の儀礼称号を、1709年から1718年までウォールデン卿の儀礼称号を使用した。

## 生涯
第6代サフォーク伯爵ヘンリー・ハワードと1人目の妻オーベリー・アン・ペネロープ・オブライエンの一人息子として、1693年5月9日に生まれた。1710年6月27日にケンブリッジ大学モードリン・カレッジに入学した。1718年9月19日に父が死去するとサフォーク伯爵の爵位を継承した。1718年にサフロン・ウォールデン市裁判所判事を、1718年から1722年までエセックス統監を務めた。
スキピオ・アフリカヌス（1702年頃 – 1720年12月21日）という名前の奴隷を使用人にしたという。
アラベラ・アストリー（Arabella Astry、サミュエル・アストリーの娘）と結婚したが、子供のないまま1722年2月9日に死去、ウォールデンで埋葬された。ビンドン伯爵は断絶、サフォーク伯爵は叔父エドワード・ハワードが継承した。